# 周南市中心市街地
周南市中心市街地（しゅうなんしちゅうしんしがいち）は、山口県周南市の中心市街地。旧市名（徳山市）や立地する駅の名前（徳山駅）から、「徳山（とくやま）」とも呼ばれる。

## 概要
周南市南部の平野部に位置する。国際拠点港湾の徳山下松港および周南コンビナートに面しており、主にJR徳山駅の西側を中心に、市役所をはじめとする公共施設や、商店街、事業所等が広がっている。

## 歴史

### 中世〜近代
江戸時代に徳山藩が置かれ、藩庁を中心とした城下町として栄えた。明治時代に入ってからは、瀬戸内海沿岸に海軍煉炭製造所（後の海軍燃料廠）が設けられたことで、工業都市として栄えることとなった。
1889年（明治22年）に町村制施行により誕生した徳山村は、1900年（明治33年）に町制施行により徳山町に、1935年（昭和10年）には市制施行により徳山市となった。

### 戦後
太平洋戦争における2度の空襲により、市街地の大半が壊滅した徳山市は、戦災復興都市計画の復興対象都市に指定されたことで、大規模な区画整理が実施された。現在の土地区画はこの際に形成されたものである。
旧海軍燃料廠の跡地を中心に石油化学コンビナートが形成され、瀬戸内工業地域の一角を担う重化学工業のまちとして発展し、大型商業施設が相次いで進出するなど、商業集積が進んだ。徳山駅は、北口駅前広場に防長交通のバスターミナルが立地し、1975年（昭和50年）に山陽新幹線の停車駅となるなど、周南地区の交通結節点としても発達した。
平成以降は、周辺部への大型商業施設の進出とモータリゼーションの進行により来街者が減り、商業機能は縮小していったが、現在も、企業の本社や支社が多く立地する山口県内有数のオフィス街である。
2003年（平成15年）、徳山市は周辺の新南陽市、鹿野町、熊毛町と合併し、周南市となった。対等な立場での新設合併とされたが、本庁舎が旧徳山市役所に本庁舎がおかれるなど、旧徳山市の中心市街地が、そのまま周南市の中心市街地となっている。

## 商店街
徳山駅前に広がる商店街は、自然発生的に形成されたものである。戦後の土地区画整理や石油化学コンビナートなどの発展を背景にして近鉄松下百貨店を皮切りに大型商業施設が相次いで進出し、「週末ともなると買い物客の肩がぶつかりあうほど」繁栄した。
平成に入ってからは、周辺地域にゆめタウン新南陽（旧・新南陽市）やザ・モール周南（下松市）といった無料駐車場を備えた大型商業施設が相次いで出店。モータリゼーションの進行も重なり、集客力が大幅に低下した。1990年代から2010年代にかけて、商店街の核をなしていた大型店は相次いで撤退に追い込まれ、2016年（平成28年）までに、商店街組合を除くすべての大型商業施設が姿を消した。
現在は、市や商工会議所、まちづくり会社などを中心に、中心市街地活性化が模索されている状態である。
周南市の調査では、「市民がショッピングを楽しむときによく行く商業地」は、1997年度（平成9年度）の時点では34.5%であった。2011年度（平成23年度）の調査では、4%にまで下落している。

### 商業施設立地の推移
- 1962年（昭和37年）9月2日 - 「松下百貨店」開業[4]（1965年（昭和40年）に近鉄松下百貨店に改名[2]）
- 1966年（昭和41年）6月 - 銀南街防災建築街区ビル内に丸和徳山店開業[5]
- 1969年（昭和44年）10月 - 徳山ステーションビル（徳山駅ビルトークス）開業
- 1970年（昭和45年）10月30日 - ダイエー徳山店開業[6]
- 1971年（昭和46年）10月27日 - ニチイ徳山店開業[6]（のちに徳山サティに改名）
- 1981年（昭和56年）10月 - ダイエー徳山店がトポス徳山店に業態転換
- 1999年（平成11年）5月末 - 徳山サティ閉店[7]
- 2000年（平成12年）9月 - 徳山ステーションビル解散
- 2001年（平成13年）1月31日 - トポス徳山店閉店[8][9]
- 2013年（平成25年）2月28日 - 近鉄松下百貨店閉店[2][2][10]
- 2016年（平成28年）5月31日 - 丸和徳山店閉店[11]
- 2016年（平成28年）8月25日 - 丸和徳山店跡にスーパー銀南開店[11]
- 2019年(令和元年) 8月末 - スーパー銀南閉店
- 2022年(令和4年)  12月 - みなみ銀座商店街の全長、約286mのアーケードの撤去完了

### 主な商店街

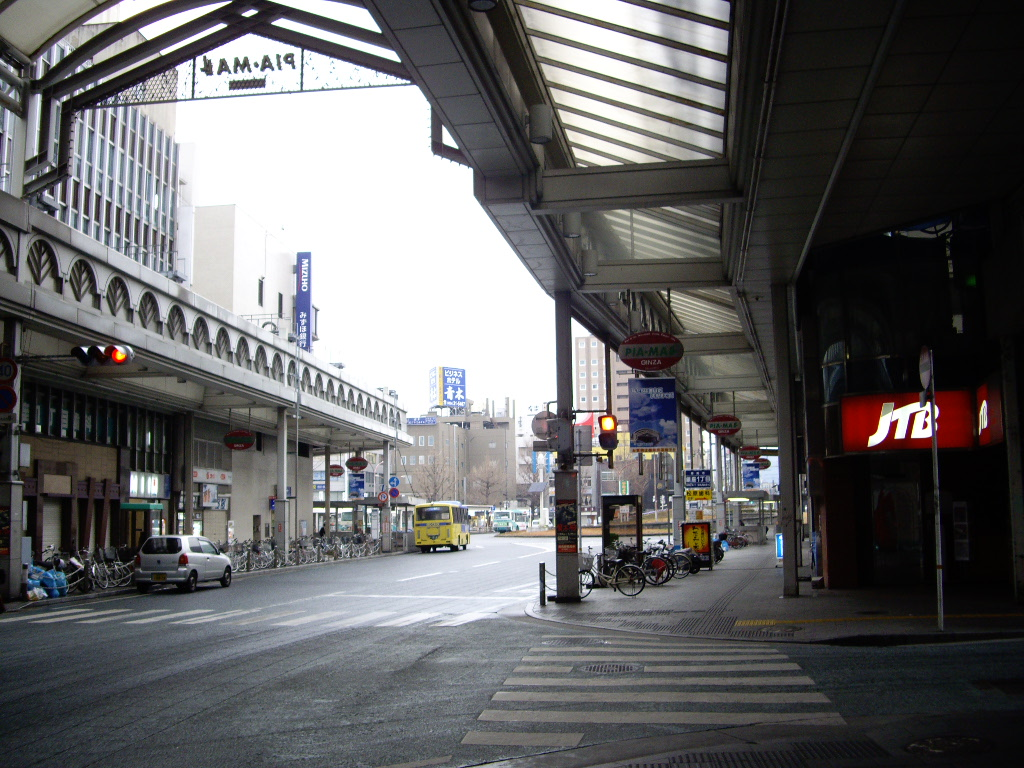
徳山銀座商店街。画像奥は徳山駅北口駅前広場

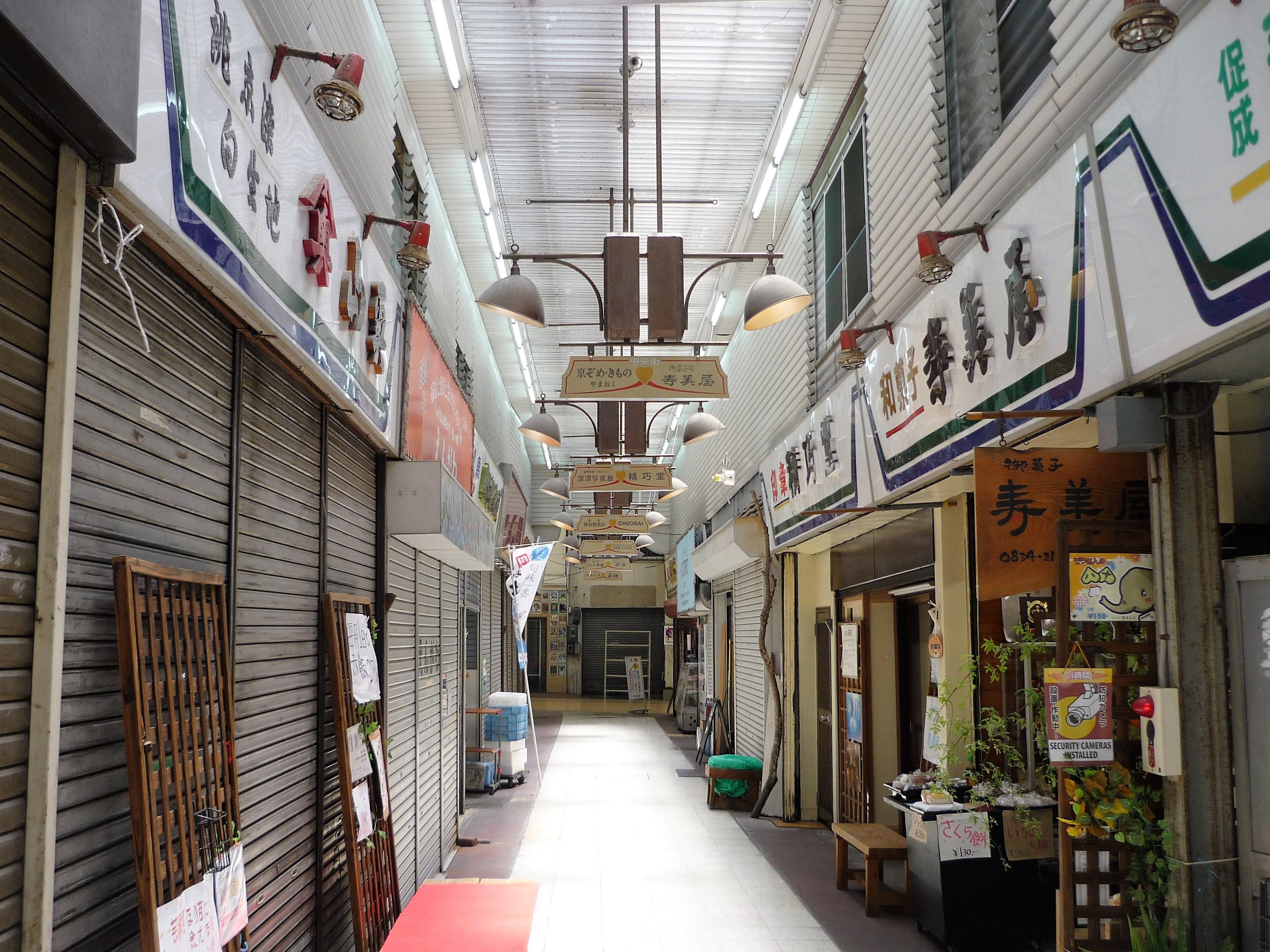
中央街

- みなみ銀座商店街（徳山みなみ銀座商店街振興組合）
  - みなみ銀座1丁目〜2丁目からなる。徳山駅の南東にのびる商店街。かつては近鉄松下百貨店[12]、トポス、サティと3つの大型店が立地し、多くの人出で賑わっていた。現在は、他の通りと比べても空き店舗が目立つ状況にある。2022年にアーケードが撤去された。
- 徳山銀座商店街（徳山銀座商店街振興組合）
  - 銀座1丁目〜2丁目、および平和通２丁目の一部からなる。徳山駅の南東に位置するアーケード商店街。「ピアモールぎんざ」の愛称がある。古くからの商店や衣料品店に加え、銀行の支店、全国チェーンの飲食店（主に居酒屋）などが立ち並ぶ。戦後、旧佐渡町と旧幸町が合併して現在の名前となった。
- 中央街（中央街商業協同組合）
  - 銀座1丁目〜2丁目の一部からなる。終戦後の闇市を起源とする商店街。銀座通と銀南街（後述）とを間に位置し、それぞれの通りに通り抜ける事ができる構造となっている。業種は八百屋、精肉店、花き店、食堂、洋服店など多岐にわたる。
- 銀南街（銀南街商店街振興組合）
  - 銀座のやや北東に位置し、御幸通と平和通とを結ぶ。中央部はアーケード型ビル（銀南街ビル）となっており、地下にはベトナム料理の飲食店がある。かつてこの地域に立地していた無量寺に植えられていた、イチョウの木(=銀杏)が、名前の由来とされる[13]。
- 糀町通商店街（徳山糀町通商店街振興組合）
  - 糀町1丁目〜2丁目からなる。かつてはアーケードがあったが、撤去された。山陽道に面する通りは、歩道の美装化、電線の地中化が行われている。きらら通りの愛称がある。

### その他の通り
- PH通り
  - 銀南街の北東に位置する、平和通と御幸通を結ぶ通り。名前の由来は、平和通（Peace）と御幸通（Happy）から。レンガ畳となっており、彫刻やベンチなどが設置されている。車両は御幸通から平和通への一方通行。かつて存在した商店街振興組合は解散しており、現在は任意団体がイベント等の企画を行っている。
- 新町通
  - 新町1丁目〜2丁目、銀南街の一部からなる。銀座通と山口県道53号を結ぶ通り。飲食店や病院が立地する。
- 御幸通
  - 御幸通1丁目〜2丁目からなる。徳山駅在来線口から北東にかけて大きくのびる通り。山口県道53号の一部であり、終点にはロータリー交差点と防長交通のバスターミナルがある。冬期に開催されるツリーまつり（後述）の際には、イルミネーションのメインストリートとなる。
- 岐山通
  - 山口県道53号市役所前交差点から国道2号に向かってのびる通り。行政施設が数多く立地している。

## 主要施設

### 商業施設
- 銀南街防災建築街区ビル（1965年（昭和40年）完成[14]）
  - 山口井筒屋周南ショップ（2013年（平成25年）6月13日開業[15]）
- bloom&dream（2015年（平成27年）7月27日開業[16]）
- 和光ビル（2015年（平成27年）8月開業[17]）
- 蔦屋書店 周南市立徳山駅前図書館（周南市立徳山駅前図書館内、2018年（平成30年）2月3日開業）
- ディスカウントドラッグコスモス徳山駅店

### 金融機関
- 西京銀行本店
- 山口銀行徳山支店
- 東山口信用金庫徳山支店
- みずほ銀行徳山支店
- 三菱UFJ銀行徳山支店（2023年2月20日で閉鎖され宇部支店に統合[18]）
- 広島銀行徳山支店
- もみじ銀行徳山支店
- ひろぎん証券徳山支店
- 東洋証券徳山支店
- 野村證券徳山支店
- 徳山郵便局

### 公園
- 青空公園
- 若葉公園
- 代々木公園
- 晴海公園

### 役所・公共施設
- 周南市役所
- 周南市徳山駅前賑わい交流施設
  - 周南市立徳山駅前図書館
- 周南市立中央図書館
- 周南市中央地区公民館
- 周南市徳山保健センター
- 山口地方検察庁周南支部
- 山口地方裁判所周南支部
- オラレ徳山（競艇場外発売場）
- 徳山港フェリーターミナル

### 教育施設
- 周南市立徳山小学校
- YICキャリアデザイン専門学校

### 宿泊施設
- ホテルアルファーワン徳山
- ビジネスホテル徳山
- ホテルザ・グラマシー
- ホテルAZ山口徳山
- ホテルルートイン徳山駅前
- 東横イン徳山駅新幹線口
- ホテルサンルート徳山

### オフィスビル
- 大同生命ビル
- 銀南毎日興業ビル（シティーケーブル周南）
- 朝日生命徳山ビル
- 住友生命徳山ビル
- 日本生命徳山ビル
- NTT徳山ビル

### マスメディア
- 中国新聞周南支局
- 山口新聞周南支社
- テレビ山口周南スタジオ
- 山口朝日放送周南スタジオ

## 主なイベント
- 徳山夏まつり（7月）
  - 平和通などを中心に行われる徳山商工会議所主催の夏祭り。ステージショーや、地元企業や団体による神輿担ぎが行われる。
- 周南冬のツリーまつり（12月1日〜1月3日）
  - 御幸通、青空公園などを中心に、イルミネーションの点灯が行われる。徳山商工会議所主催。開催期間中の毎週土曜日にはウィークエンドイベントが行われる。23日には集中イベント「ファンタジックナイト」が開催され、多くの人でにぎわう。

## 交通

### 鉄道
- 最寄り駅： JR西日本 徳山駅
  - 在来線口（みゆき口）を出て右手（東側）に商店街が広がる。

### バス
- 最寄りバス停：防長バス 徳山駅前
  - 当該バス停が防長バスの運行拠点であるため、周南地域および周辺地域からの路線バスが停車する。詳細は防長交通の当該項を参照のこと。

### 自家用車
商店街周辺においては、以下のほか、公営、私営の有料駐車場が数多く存在する。
- 市営徳山駅前駐車場（地下） - 徳山駅北口駅前広場
- ピピ510 - 徳山糀町通商店街